# Bielin (województwo zachodniopomorskie)
Bielin (niem. Biellin) – wieś w północno-zachodniej Polsce, położona w województwie zachodniopomorskim, w powiecie gryfińskim, w gminie Moryń.
We wsi znajduje się stadnina koni, która specjalizuje się w hodowli koni szlachetnej półkrwi, na bazie ras hanowerskiej i holsztyńskiej.
Wcześniej funkcjonowała jako Państwowe Gospodarstwo Rolne pod nazwą Stadnina Koni Bielin. Od 1994, po przekształceniu, jako Stadnina Koni Skarbu Państwa Bielin. Następnie jako Stadnina Koni „Bielin” Sp. z o.o.
Zabytki:
- kościół filialny pw. św. Józefa z XV wieku, posiada surowe kamienno-ceglane elewacje;
- zespół rezydencjonalny z drugiej połowy XVIII w., obejmuje:
  - późnobarokowy, parterowy pałac z 4. ćw. XVIII wieku, parterowy, posiada wysoki, mansardowy dach i wystawki na osi krótkiej[6];
  - oficyna mieszkalno-gospodarcza;
  - park z drzewami egotycznymi i pomnikowymi m.in. topole o obwodzie pow. 5 m., wiązy o obw. ok. 4 m.

W latach 1954–1959 wieś należała i była siedzibą władz gromady Bielin, po jej zniesieniu w gromadzie Moryń. W latach 1975–1998 miejscowość administracyjnie należała do województwa szczecińskiego.
Według danych z 1 stycznia 2011 roku wieś zamieszkiwały 524 osoby.